# Madraça ibne Iúçufe
A Madraça ibne Iúçufe (em árabe: مدرسة ابن يوسف; romaniz.: Madrasat ibn Yusef; em francês: Médersa Ben Youssef) é uma madraça anexa à mesquita homónima, em Marraquexe, Marrocos. Está na parte norte da almedina e foi por séculos um colégio islâmico que deve o seu nome ao emir almorávida Ali ibne Iúçufe (r. 1106–1142), que expandiu a cidade e sua influência consideravelmente. É a maior madraça de Marrocos e foi um dos colégios teológicos mais importantes do Norte de África, que chegou a ter 900 alunos. Foi fundada durante o período merínida, no século XIV, pelo sultão Alboácem Ali ibne Otomão (r. 1331–1348).